# Bruno & Marrone
Bruno & Marrone é uma dupla brasileira de música sertaneja, formada em Goiânia, Goiás, em 1988 pelos cantores Bruno (vocal e violão) e Marrone (vocal, violão e sanfona).
Participantes da geração romântica do sertanejo, Bruno & Marrone iniciaram sua carreira ainda na década de 1980. O álbum de estreia dos músicos foi lançado em 1994, mas a dupla alcançou notoriedade nacional aos 15 anos de carreira, com o lançamento do álbum Acústico (2001). Com canções como "Dormi na Praça" e "Vida Vazia", a dupla obteve popularidade com um som mais acústico em comparação aos seus colegas de segmento e pela fusão de gêneros como pop rock, pagode, rock e forró. Com isso, a dupla lançou vários projetos de estúdio e ao vivo, entre eles Sonhos, Planos, Fantasias (2002), Inevitável (2003) e Meu Presente É Você (2005).
No início da década de 2010, com o objetivo de rejuvenescer o som e a popularidade frente a geração do sertanejo universitário, Bruno & Marrone iniciaram uma parceria com Dudu Borges, responsável pela produção do álbum Juras de Amor (2011). A dupla, a partir deste período, passou a trabalhar com maior frequência em registros inéditos gravados ao vivo, como Pela Porta da Frente (2012), Ensaio (2017) e Studio Bar (2019). Neste período, a dupla lançou músicas que foram sucessos nas rádios brasileiras, como "Vidro Fumê", "Na Conta da Loucura" e "Surto de Amor". O álbum inédito mais recente dos músicos é Exatamente Agora, liberado em 2021.
Ao longo da carreira, Bruno & Marrone consolidou-se como uma das principais duplas sertanejas da história do Brasil sendo, em cerca de 15 anos, a dupla mais tocada em rádios no Brasil. Com mais de 10 milhões de cópias vendidas, a dupla também foi indicada em várias ocasiões ao Grammy Latino de Melhor Álbum de Música Sertaneja, e foi influência para vários artistas sertanejos. Em 2016, Bruno & Marrone promoveu uma turnê conjunta com Chitãozinho & Xororó, o que resultou no álbum Clássico (2016).

## História

### 1986–1997: Formação e primeiros álbuns
Bruno trabalhava na farmácia do pai e sempre manifestou o sonho de ser cantor, e logo após conhecer Leandro & Leonardo, mecânicos na Lubricenter, comentou que estava a procura de alguém para formar uma dupla com ele. Foi aí que Leonardo, durante um show, o apresentou para Marrone e logo de início houve empatia entre os dois. De começo, eles ensaiaram um repertório e começaram a tocar em bares e em barracas de exposição pecuária em Goiânia. Em 1985 consolidaram a dupla. Os cantores procuraram nomes durante três meses em revistas de nomes de bebês. José Roberto, ao ler um livro que falava sobre a personagem Kate Mahoney (da série Lady Blue, interpretada pela atriz Jamie Rose). José uniu a versão abrasileirada do sobrenome da personagem ("Marrone") com o nome Bruno e ligou para Vinícius; ambos entraram em consenso e decidiram que Vinícius adotaria o nome artístico de Bruno e José Roberto, o de Marrone.
Nos anos 90, ganharam notoriedade nos estados de Goiás, Minas Gerais, Mato Grosso, Mato Grosso do Sul e no Distrito Federal. A dupla tocou quase 10 anos em bares até gravar o primeiro LP em 1993, produzido por Felipe, da dupla Felipe & Falcão, trazendo em seu repertório canções como "Dormi na Praça", "É Nisso Que Dá" (que é um samba) e "Como Ficar Sem Você".

### 1999–2009: Popularidade nacional
Em 1999, Bruno e Marrone concederam uma entrevista ao jornalista Marcos Maracanã na rádio Paranaíba FM, de Uberlândia. Esta entrevista foi toda gravada por um ouvinte e comercializada através de mídias piratas. A partir desse momento, a dupla estourou nas paradas de sucesso. Nessa mesma época, a canção "Vida Vazia" alcançou a oitava posição das mais tocadas no Brasil. Mas foi em 2001, com o lançamento do CD e DVD Acústico Ao Vivo – o qual se tornou o campeão de vendas daquele ano, superando 1.500.000 cópias – que a dupla passou a figurar nas grandes metrópoles como revelação no mercado fonográfico. A partir daí, a dupla Bruno e Marrone passou a ser conhecida nacionalmente.
Em seguida, Bruno & Marrone lançaram Sonhos, Planos, Fantasias (2002), Inevitável (2003) e Meu Presente É Você (2005) . Após isso, lançaram o álbum Ao Vivo em Goiânia (2006), em comemoração aos 20 anos de carreira da dupla e foram indicados ao Grammy em 2007. Após isso, a dupla continuou a trabalhar em álbuns ao vivo, como Acústico II (2007) e De Volta aos Bares (2009), composto por regravações.

### 2009–17: Reformulação,Sonhando, acidente com Marrone,Agora ao Vivo,ClássicoeEnsaio
No início da década de 2010, Bruno & Marrone lançou Sonhando, projeto que não se saiu bem comercialmente como os anteriores. No mesmo período, procuraram Dudu Borges, que vinha da popularidade alcançada produzindo Jorge & Mateus, para produzir Juras de Amor, lançado em 2011. Com o produtor, a dupla lançou "Vidro Fumê" em 2012, parte do álbum Pela Porta da Frente. O trabalho contou com as participações especiais de Michel Teló, Jorge & Mateus e George Henrique & Rodrigo.
Ainda em 2011, Marrone sofreu um acidente de helicóptero, o que fez com que o músico permanecesse fora dos palcos durante um tempo, alegando necessidade de tratamento terapêutico. Neste período, Bruno representou a dupla em shows.
Em 2014, a dupla lança o vigésimo álbum e sétimo DVD da carreira, Agora ao Vivo, composto por regravações de hits nacionais. O show de gravação ocorreu no dia 17 de abril de 2014 no Espaço das Américas, em São Paulo, mesmo palco onde foi gravado seu antecessor. Este foi o último trabalho da dupla com a gravadora Sony. Em 2015, Bruno e Marrone promoveram uma turnê conjunta com a dupla Chitãozinho & Xororó. Também sob produção de Dudu, foi lançado o álbum Clássico em 2016, que reuniu sucessos das duas duplas.
Em 2017, lançaram um projeto de inéditas chamado Ensaio, que trouxe canções como "Na Conta da Loucura" e "Beijo de Varanda". Foi o primeiro álbum dos cantores pela Universal Music Brasil e o primeiro com produção de Eduardo Pepato. Em 2019, a dupla manteve o formato e lançou Studio Bar, que ganhou popularidade pelas canções "Show de Recaída" e "Surto de Amor", esta última com a participação da dupla Jorge & Mateus e produção musical de Junior Melo.

### 2018–presente:Exatamente Agorae turnê com Leonardo
Em 2021, a dupla lança, de forma independente, o projeto Exatamente Agora. Caracterizado pelo retorno de Bruno como compositor, o álbum foi gravado ao vivo em estúdio e reuniu músicas como "Não Recomendo", "Coração de Isca", "Desbloqueia" e "Último Beijo", esta última com participação de Wesley Safadão.
Em 2022, a dupla anuncia uma turnê conjunta com Leonardo, chamada Cabaré, que percorreu cidades do Brasil nos anos seguintes. Ao mesmo tempo, Bruno & Marrone passou a trabalhar em um projeto retrospectivo da carreira, chamado Revivem Sua História. O show de gravação da obra se deu em Belo Horizonte, ainda em 2022, e lançado aos poucos em 2023.
Em junho de 2023, Marrone foi internado para realizar uma cirurgia de urgência nos dois olhos em virtude de um glaucoma em estado avançado, que o fez perder parte da visão periférica. Ao receber alta, ficou em recuperação em sua casa por quinze dias, período em que mais uma vez as apresentações da dupla foram cumpridas apenas por Bruno. Em 11 de novembro de 2023, a dupla encerrou o ano com um último show na cidade de São Paulo. Ainda no final de 2023 Bruno & Marrone realizaram uma série de shows pelo Brasil, incluindo no Sambódromo do Anhembi em 19 de agosto de 2023.

## Discografia
- Bruno & Marrone - Vol. 1 (1994)
- Bruno & Marrone - Vol. 2 (1995)
- Acorrentado em Você (1997)
- Viagem (1998)
- Cilada de Amor (1999)
- Paixão Demais (2000)
- Acústico Bruno & Marrone (2000)
- Sonhos, Planos, Fantasias (2002)
- Inevitável (2003)
- Meu Presente É Você (2005)
- Sonhando (2010)
- Juras de Amor (2011)
- La Pelicula (2019)
- Exatamente Agora (2021)

## Prêmios e indicações
| Premiação       | Ano  | Categoria                        | Indicação                | Resultado |
| --------------- | ---- | -------------------------------- | ------------------------ | --------- |
| Grammy Latino   | 2001 | Melhor Álbum de Música Sertaneja | Acústico Bruno & Marrone | Indicado  |
| Grammy Latino   | 2002 | Melhor Álbum de Música Sertaneja | Acústico ao Vivo         | Venceu    |
| Grammy Latino   | 2003 | Melhor Álbum de Música Sertaneja | Minha Vida, Minha Música | Indicado  |
| Grammy Latino   | 2004 | Melhor Álbum de Música Sertaneja | Inevitável               | Indicado  |
| Grammy Latino   | 2007 | Melhor Álbum de Música Romântica | Ao Vivo em Goiânia       | Indicado  |
| Grammy Latino   | 2008 | Melhor Álbum de Música Romântica | Acústico II - Volume 1   | Indicado  |
| Grammy Latino   | 2009 | Melhor Álbum de Música Sertaneja | De Volta aos Bares       | Indicado  |
| Melhores do Ano | 2001 | Melhor Revelação Musical         | Bruno & Marrone          | Venceu    |
| Melhores do Ano | 2003 | Melhor Grupo ou Dupla            | Bruno & Marrone          | Venceu    |
| Melhores do Ano | 2005 | Melhor Grupo ou Dupla            | Bruno & Marrone          | Venceu    |
| Melhores do Ano | 2007 | Melhor Grupo ou Dupla            | Bruno & Marrone          | Indicado  |
| Troféu Imprensa | 2002 | Melhor Música                    | "Dormi na Praça"         | Indicado  |
| Troféu Internet | 2002 | Melhor Conjunto Musical          | Bruno & Marrone          | Venceu    |
| Troféu Internet | 2002 | Melhor Música                    | "Dormi na Praça"         | Venceu    |